# Зерзеван
Замок Зерзеван (курд. Qesra Zêrzevan, Zîrzevan, тур. Zerzevan Kalesi, вірм. Զերզեվանի ամրոց), також відомий як замок Самачі — зруйнований східноримський замок, колишня важлива військова база в провінції Діярбакир на південному сході Туреччини. Археологічні розкопки на цьому місці виявили існування підземних споруд, серед яких храм мітраїзму, таємничої релігії. Замок використовувався як житловий будинок між 1890-ми й 1960-ми роками. Об'єкт частково відкритий для туризму.

## Етимологія
У XVIII столітті деякі мандрівники згадували назву цього місця як «Каср Зерзауа», тоді як османський мандрівник Евілія Челебі, який жив у XVII ст., у своїй «Книзі подорожей» (том IV) згадує про це місце як «Долина Зерзіван» під час подорожі з Діярбакира до Мардіна. Назва Зерзеван походить від курдського слова «zêr» (золото), і це «є зміненою формою згаданого мандрівниками Зерзауа, і саме так називалося поселення, що розташовувалося саме там, тоді як село». Курдською мовою Zêr означає золото, а Zîv — срібло, відповідно замок із золота та срібла.

## Місцезнаходження
Замок Зерзеван був побудований у IV столітті Східною Римською імперією як військова база на стародавньому торговому шляху між Діярбакиром і Мардіном. Він використовувався до VIII століття. Замок розташований на вершині скелястого пагорба висотою 105-124 м поруч із селом Деміролчек приблизно за 13 км на південний схід від міста Чинар у провінції Діярбакир на шосе D.950 до Мардіни. Знаходиться за 45 км від Діярбакира.

## Археологічні роботи
Перші археологічні розкопки відбулися влітку 2014 року. Спочатку роботи проводилися групою з 35 осіб на чолі з археологом з Університету Дікле під наглядом Археологічного музею Діярбакира. У 2015 році чисельність команди, яка працює на об’єкті, зросла до 60 осіб.
У 2020 році археологи знайшли вхід до замку.
У 2021 році археологи виявили флейту з шістьма отворами та бронзовий перстень з ключем, яким відкривали скриню. Обидва предмети датуються IV і V століттями нашої ери.

## Історія
Замок був східноримською військовою базою та стратегічним гарнізонним поселенням, що домінувало над усією долиною і контролювало стародавню дорогу між Амідою (нині Діярбакир) і Дарою (нині Мардін). Замок відігравав ключову роль завдяки своєму розташуванню на самому східному кордоні, що захищав Римську імперію. Він знаменував собою перетин і злиття культур заходу і сходу.
У класичній античності, це місце було відоме як Самачі. Тут відбувалися запеклі бої між Візантійською імперією та Сасанідською імперією. Коштовності, знайдені в замку, також свідчать про те, що цивільне населення та військовий персонал проживали разом, а солдати жили разом із членами своїх родин. Він був достатньо великим, щоб утримувати населення близько тисячі осіб.
Реставраційні та реконструкційні роботи, що проходили за часів правління імператорів Східної Римської імперії Анастасія I Дікора (правління 491 — 518) та Юстиніана I (правління 527 — 565), привели до того, що замок набув свого остаточного стану перед його зруйнуванням. Замок, швидше за все, використовувався до 639 року з прибуттям арабських мусульман на початку арабо-візантійських воєн. 

## Замок

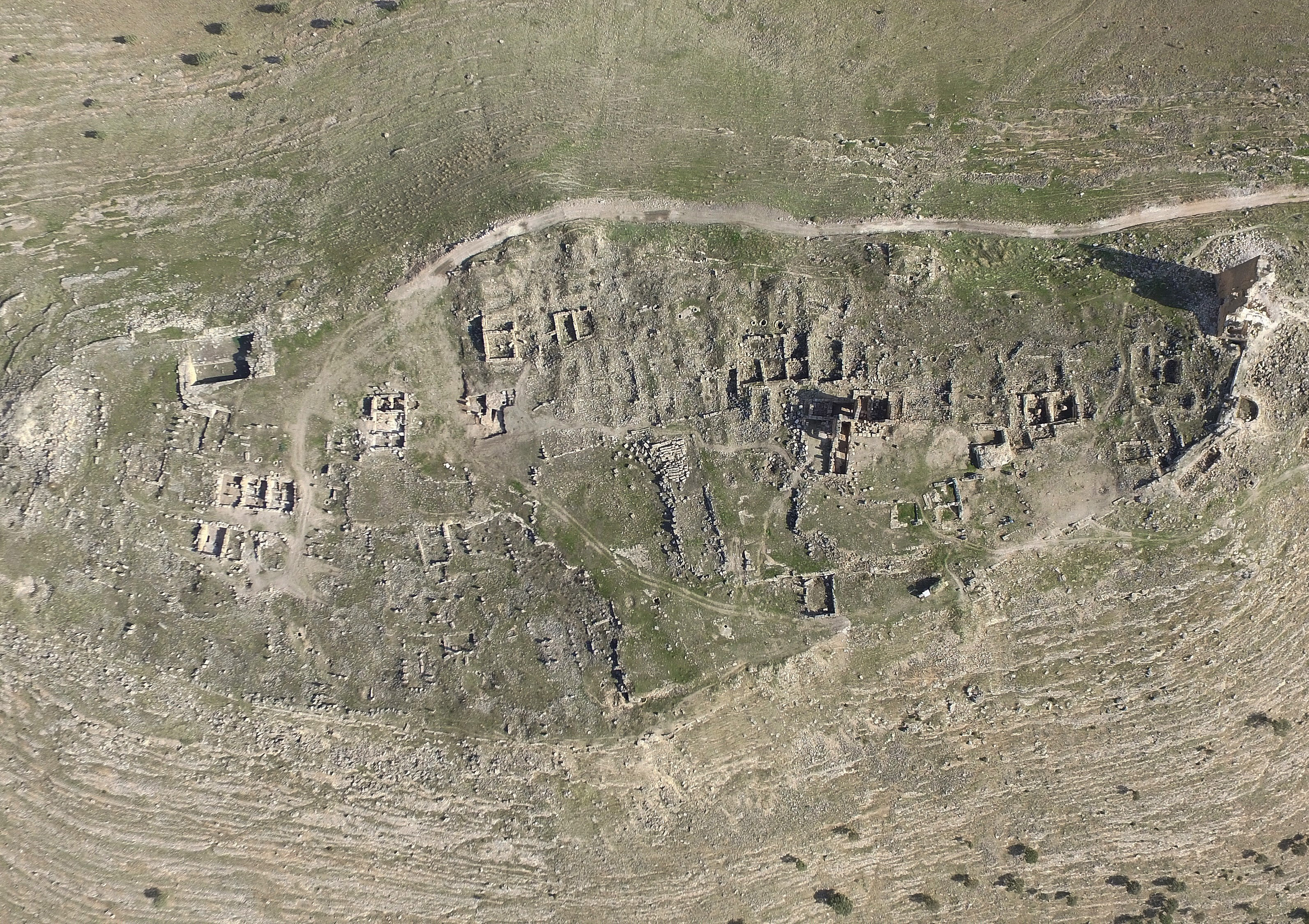
Вид на замок Зерзеван (2016)

Замок розкинувся на площі 5,7 гектара. Він містить споруди як над землею, так і під землею. Його зруйновані стіни 1 200 м завдовжки та 12 м заввишки та мають 21-22 метрову сторожову вежу. Всередині замку на великій території знаходяться руїни та скеля-некрополь. На півночі замку, який знаходиться на нижчій висоті, були зведені резиденції та вулиці, а на півдні громадські будівлі були побудовані на вищій місцевості. Костелу орієнтована на схід-захід залишається однією з найбільш добре збережених громадських споруд. Окрім того, з громадських, там були палац, адміністративна будівля, лазні, зерносховище, арсенал і 54 цистерни. Також, під час розкопок були знайдені військові та медичні матеріали, прикраси, прикраси, бронзові монети.  У 2016 році було виявлено підземну церкву та таємні ходи. Виявлений підземний таємний хід не використовувався близько 3000 років, а підземна церква була закрита приблизно 1500 років тому. Також було розкопано підземний храм Мітри та підземне святилище, здатне вмістити 400 осіб. У 2017 році було виявлено ще чотири підземні локації, де необхідні подальші розкопки для їх розкопки.

## Храм Мітри

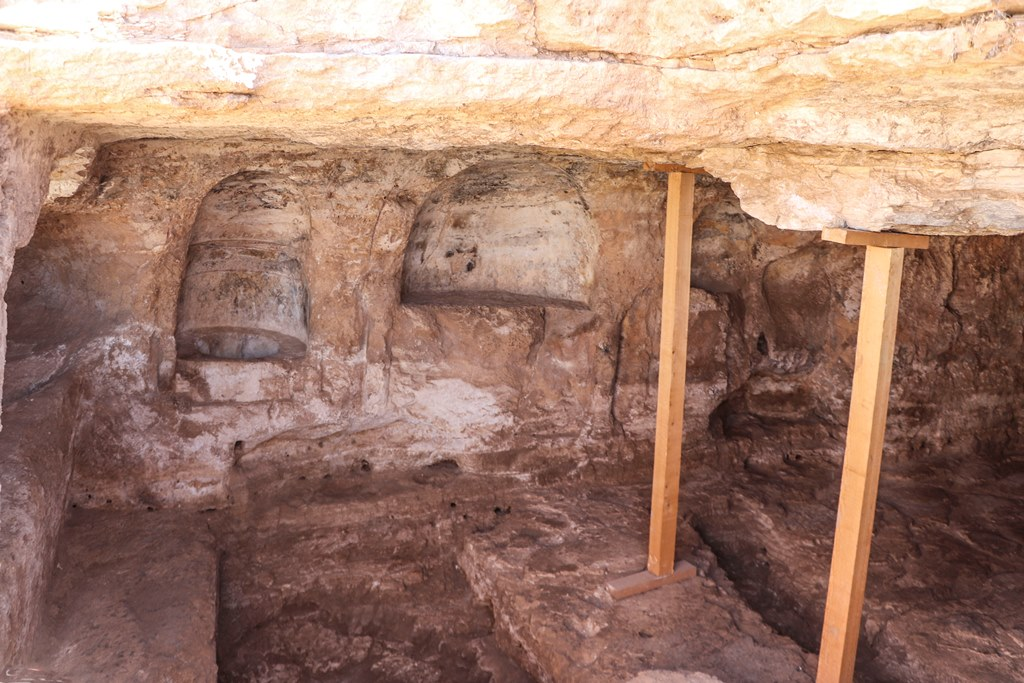
Мітреум замку Зерзеван

Мітреум є однією з найкраще збережених споруд замку. Його площа складає 35 м2, висіченої в основній скелі, має 7 м завдовжки, 5 м завширшки й 2,5 м заввишки. На східній стіні — висічені в скелі колони, посередині — велика ніша, оточена двома меншими. На східній стіні висічена полум'яна корона, один із символів мітраїзму. Прямо перед лівою маленькою нішею на землі вирізьблений басейн. Деякі написи та символи можна побачити на вхідній брамі споруди.

## Житло
Нове поселення на території замку знову з'явилося у 1890-х роках, коли до замку переїхала родина. Коли населення зросло до понад 30 домогосподарств, мешканці остаточно покинули замок у 1960-х роках, спустилися до місця, розташованого приблизно за 1 км від замку, і заснували село під назвою Зерзеван. Сьогодні це село називається Демірельчек.

## Галерея

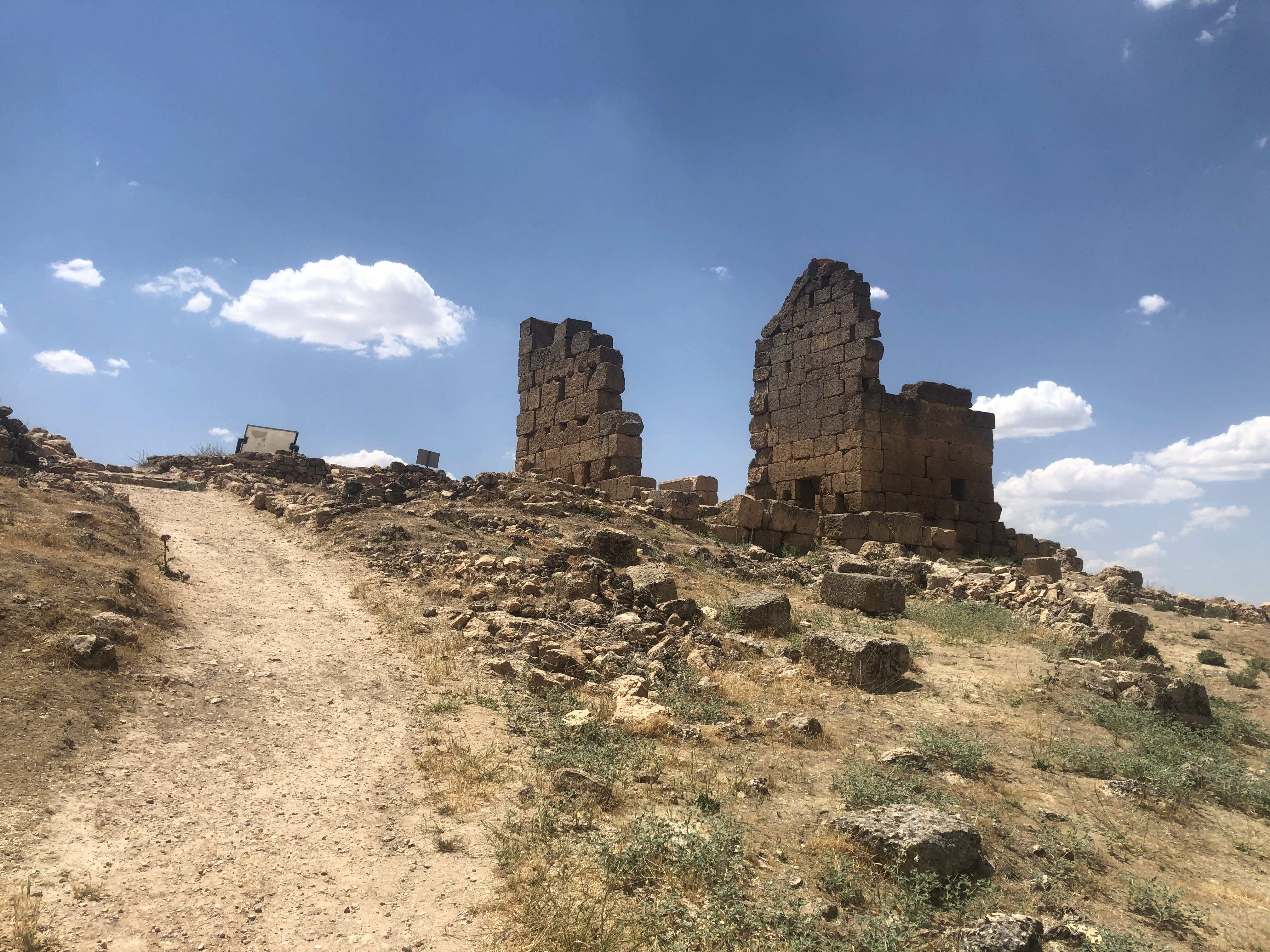
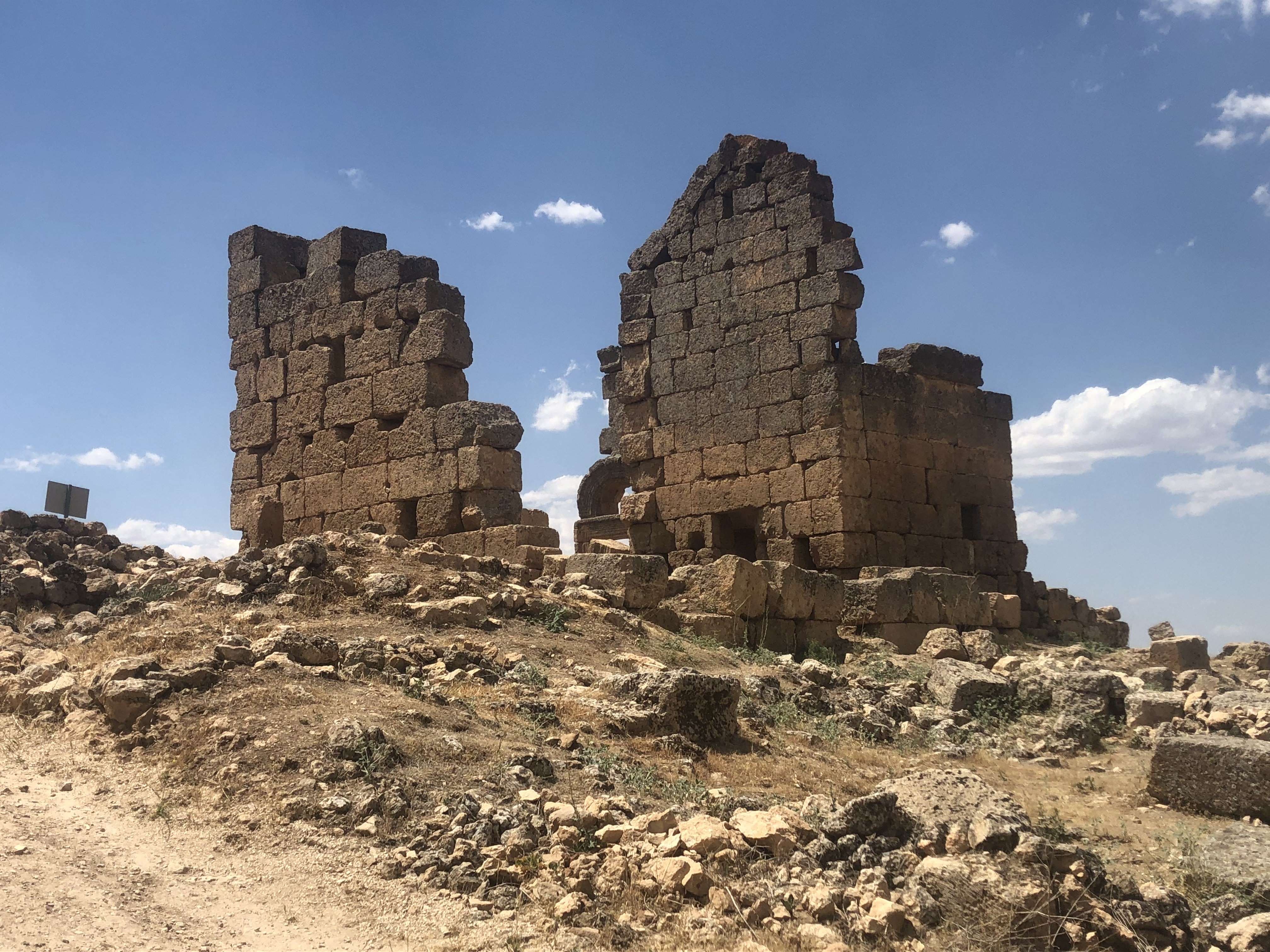
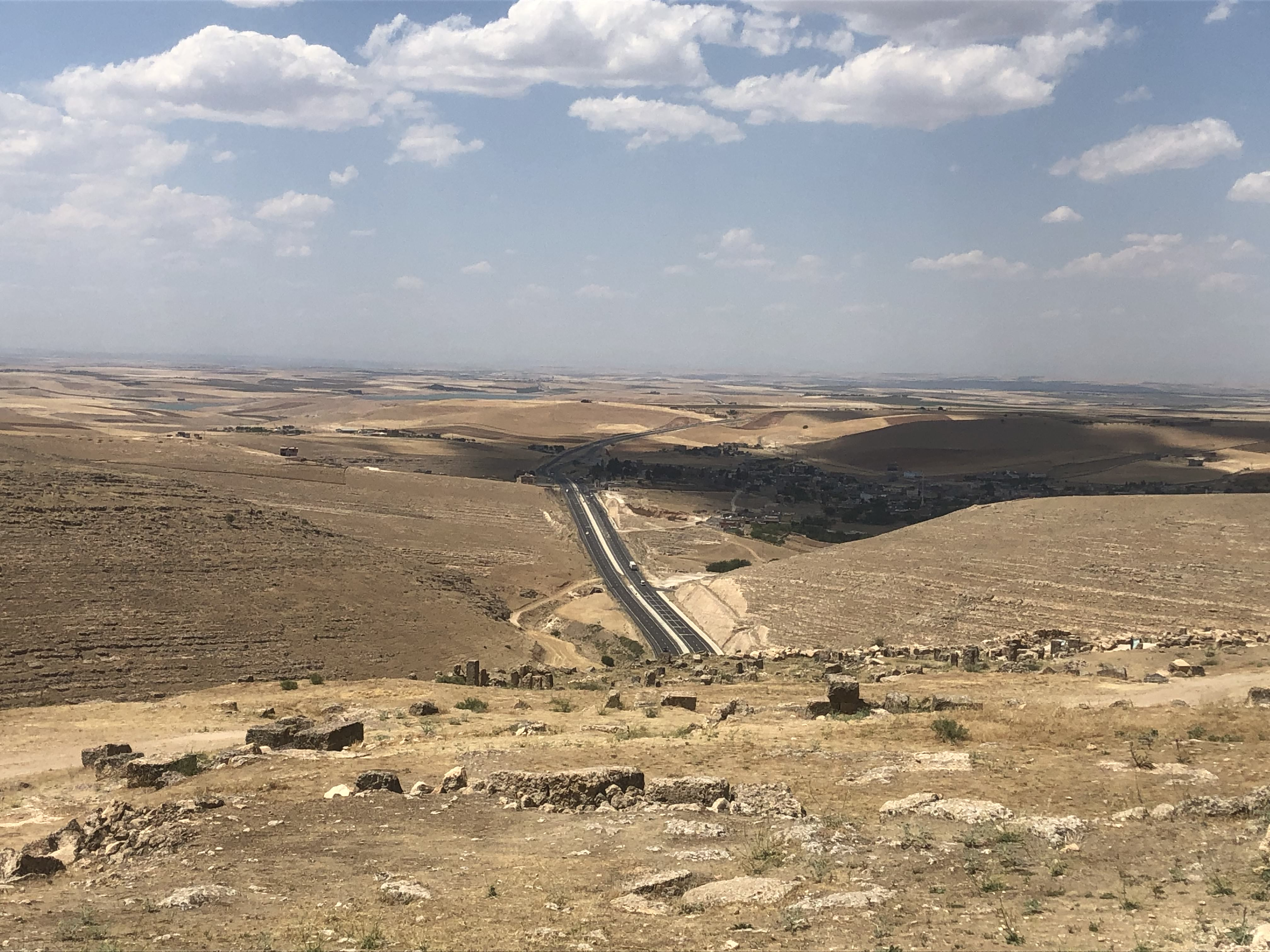
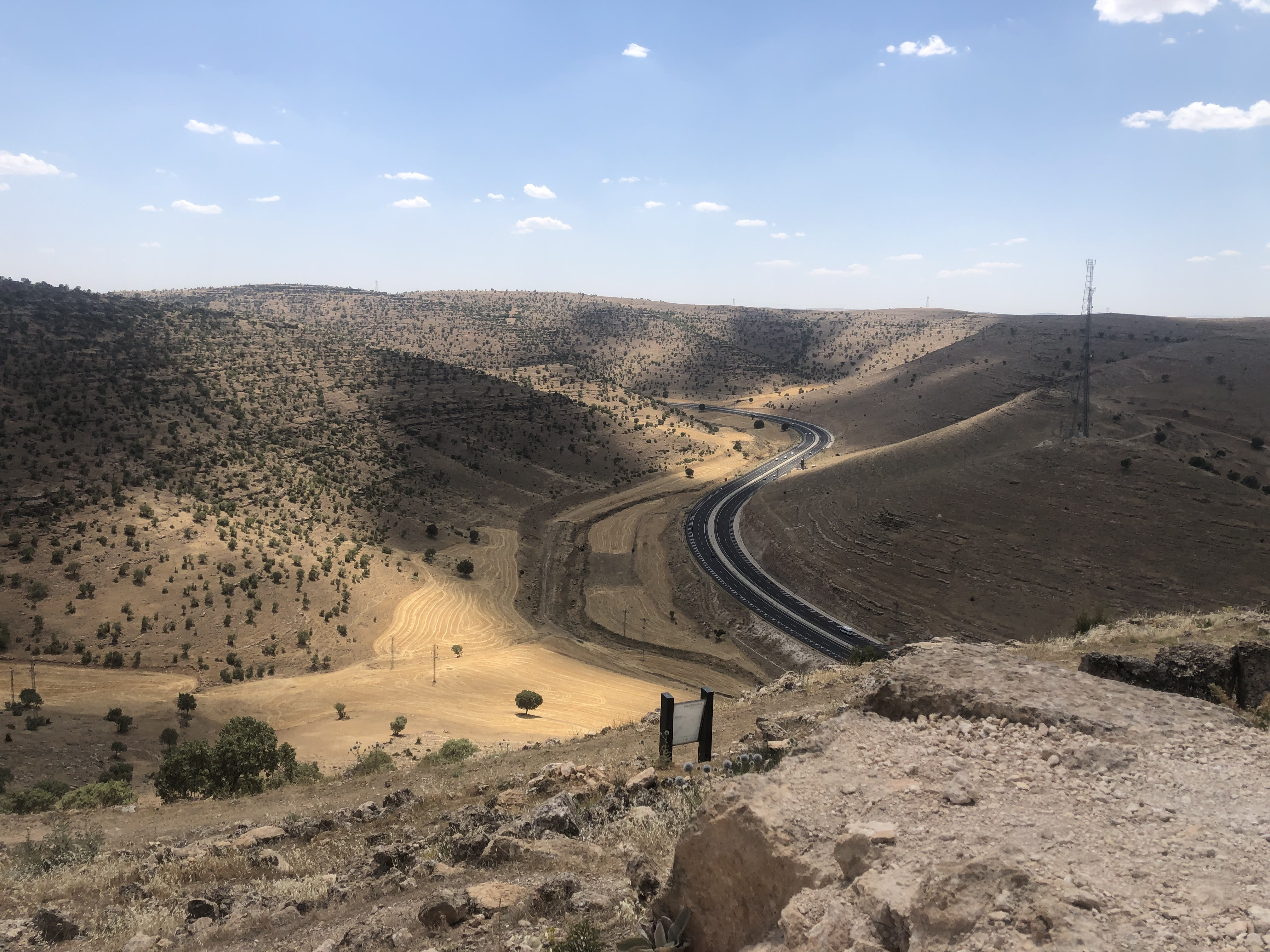